# Oxyconger
Oxyconger is een monotypisch geslacht van straalvinnige vissen uit de familie van snoekalen (Muraenesocidae).

## Soort
- Oxyconger leptognathus (Bleeker, 1858)